# Blood of Emeralds - The Very Best of Part 2
Blood of Emeralds - The Very Best of Part 2 - CDMOORE 2 - 7243 8 47734 2 7 är ett samlingsalbum av de brittiska blues- och rockartistern Gary Moore, utgivet 1999.

## Låtlista
1. Thunder Rising - 5:43 (Gary Moore / Neil Carter)  - Från Albumet Wild Frontier 1987
2. Blood Of Emeralds - 8:18 (Gary Moore / Neil Carter)  -  Från Albumet After The War 1989
3. Reach For The Sky - 4:37 (Gary Moore)  - Från Albumet Run For Cover 1985
4. Listen To Your Heartbeat - 4:30 (Gary Moore)  - Från Albumet Run For Cover 1985
5. Don't Take Me For A Loser - 4:15 (Gary Moore)  - Från Albumet Corridors Of Pover 1982
6. Take A Little Time - 4:05 (Gary Moore)  -  Från Albumet Wild Frontier 1987
7. Shapes Of Things - 4:14 (Jim McCarty / Keith Relf / Paul Samwell-Smith)  -  Från Albumet Victims Of The Future 1984
8. The Messiah Will Come Again - 7:30 (Roy Buchanan)  - Från Albumet After The War 1989
9. Murder In The Skies (U.S. Edit - 5:48 (Gary Moore / Neil Carter)  -  Från Albumet Victims Of The Future 1984
10. Victims Of The Future - 6:13 (Gary Moore / Neil Carter / Neil Murray / Ian Paice)  -  Från Albumet Victims Of The Future 1984
11. All Messed Up - 4:52 (Gary Moore / Neil Carter)  - Från Albumet Run For Cover 1985
12. Hold On To Love - 4:25 (Gary Moore)  -  Från Albumet Victims Of The Future 1984
13. Gonna Break My Heart Again - 3:19 (Gary Moore)  -  Från Albumet Corridors Of Pover 1982
14. Johnny Boy - 3:14 (Gary Moore)  - Från Albumet Wild Frontier 1987
15. Sunset LIVE - 4:32 (Gary Moore)  - Från Albumet Rockin Every Night - Live In Japan 1983
Bonus CD på dubbel CD-versionen CDMOORE 2 - 7243 8 47735 2 6
16. Friday On My Mind - 6:13 (Harry Vanda / George Young)  - Från Friday On My Mind 12 Tums-singeln 1987
17. Ready For Love - 6:17 (Gary Moore)  - Extended Mix 1989
18. Empty Rooms - 7:32 (Gary Moore / Neil Carter)  - Extended Mix 1985
19. The Loner - 7:14 (Max Middleton / Gary Moore)  -  Från Dubbel LP Versionen Av Albumet Wild Frontier 1987
20. Wild Frontier - 4:45 (Gary Moore)  -  LIVE At The Milton Keynes England 28 Juni 1986
21. Parisienne Walkways - 5:47 (Gary Moore / Phil Lynott)  -  LIVE At The Marquee Club England 26 Augusti 1982
22. Back On The Streets - 4:46 (Gary Moore)  -  LIVE At The Marquee Club England 26 Augusti 1982
23. Rockin Every Night - 2:56 (Gary Moore / Ian Paice)  -  LIVE At The Marquee Club England 26 Augusti 1982
24. Murder In The Skies - 5:22 (Gary Moore / Neil Carter)  -  LIVE At The Ulster Hall Belfast Nordirland 18 December 1984
25. Run For Cover - 4:25 (Gary Moore)  -  LIVE At The Hammersmith Odeon England 28 September 1985
26. Falling In Love With You - 4:20 (Gary Moore)  -  Instrumental Version 1982